# Allenay
Allenay (picardisch: Alnay) ist eine nordfranzösische Gemeinde mit 252 Einwohnern (Stand 1. Januar 2022) im Département Somme in der Region Hauts-de-France. Die Gemeinde liegt im Arrondissement Abbeville und ist Teil des Kantons Friville-Escarbotin.

## Geographie
Die mit dem westlich gelegenen Friaucourt und dem östlich gelegenen Béthencourt-sur-Mer zusammengewachsene Gemeinde am Rand der Hochfläche des Vimeu liegt rund vier Kilometer südöstlich von Ault.
Das Gemeindegebiet liegt innerhalb des Regionalen Naturparks Baie de Somme Picardie Maritime, die Gemeinde ist diesem bei der Gründung im Jahr 2020 jedoch nicht beigetreten.

## Einwohner
| 1962 | 1968 | 1975 | 1982 | 1990 | 1999 | 2006 | 2011 |
| ---- | ---- | ---- | ---- | ---- | ---- | ---- | ---- |
| 224  | 240  | 246  | 282  | 271  | 279  | 251  | 253  |

## Sehenswürdigkeiten
- Kirche Saint-Pierre[1]